# Völlenerkönigsfehn

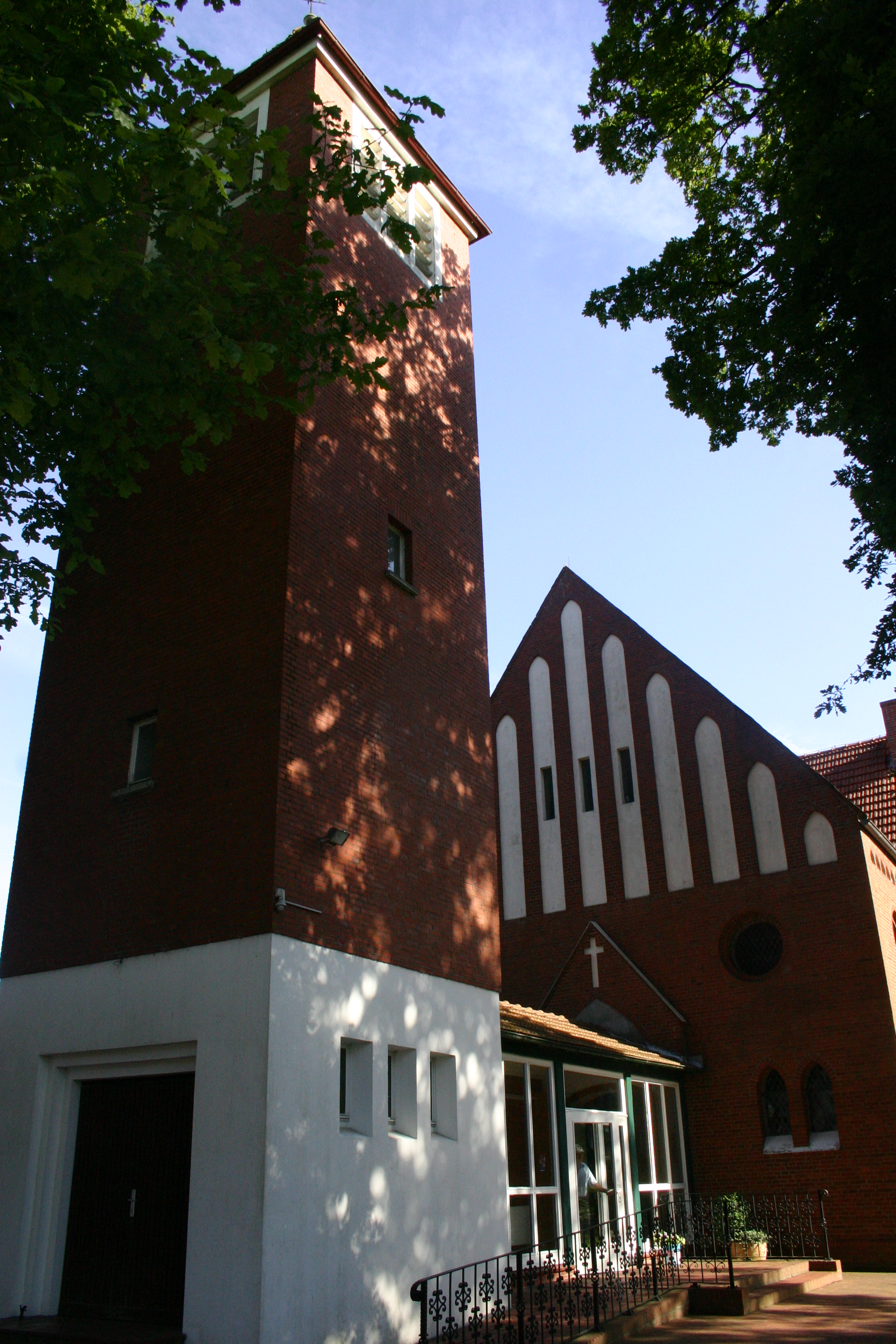
Christus-Kirche

Der Ort Völlenerkönigsfehn (Ostfriesisches Platt Hundsteert) gehört seit der Gemeindegebietsreform vom 1. Januar 1973 zum Ortsteil Völlen der Gemeinde Westoverledingen in Ostfriesland.

## Geschichte
Völlenerkönigsfehn entstand nach Völlenerfehn um 1800. Erstmals wurde der Ort 1805 amtlich erwähnt. Das Dorf ist eine im Wesentlichen im 19. Jahrhundert besiedelte Moorkolonie, die in kirchlicher Hinsicht Völlen zugeordnet war.

## Entwicklung des Ortsnamens
Völlenerkönigsfehn wird erstmals um 1805 als Hondesteert amtlich erwähnt. Weitere überlieferte Bezeichnungen sind Hundemakerei, Hundesteert (1823) und
Völlener Königsfehn, Hundemakerei oder Hundesteert (1871). Der Name Hondesteert wird auf die Hundekarren zurückgeführt, die von den sehr armen ersten Kolonisten genutzt wurden.
Seinen heutigen Namen erhielt der Ort dadurch, dass die Besiedelung auf dem der Krone gehörigen Moor stattfand.

## Sehenswürdigkeiten
Die 1907 mit angebautem Pfarrhaus errichtete Christus-Kirche.

## Söhne und Töchter (Auswahl)
- Gerhard Müller (1882–1953), Politiker, Landtagsabgeordneter (KPD)